# 歧視
歧視（英語：Discrimination）是基於不正當的理由，區別對待不同族群的人們，或如此對待「被視為」不同族群的人們，特別是給予某些人較差的對待，限制他們的機會和權利。像是國籍、膚色、種族、宗教、性別、性取向、階級、教育程度、職業、年齡、健康（身體狀況或精神狀況）、外貌和身材等不同性質的層面中都可能會產生不同程度的歧視。
歧視是基於偏见所產生的行為。歧视一般发生在“歧视方”和“被歧视方”两个利益群体之间，歧视方由于担忧自己的利益、地位、权力或文化等方面被被歧视方威胁或挑战，而对被歧视方散发或进行丑化、中伤等言论或行为。歧视实际上是歧视方在寻找一个莫须有或说不出口的理由，以使不合理、不合法、不公平或不正义的事情维持下去，达到维护自己利益的目的。
歧視可能會導致排擠或邊緣化，被剝奪權利，如獲得公平的居住條件、工作機會、教育及充分參與公民生活。但歧視本身可以使信任者之間，做最有效率的媒合，而與不被信任者做最有效率的分離。关于歧視定义充滿爭議，而是否視為歧視言論及差別對待則牽涉言論自由的層面。
一些被認為可能有歧視他人傾向的人，可能不認為自己的觀點是歧視，甚至可能認為歧視本身或相關事物的存在是合理的。如在南美洲秘魯，其首都利馬有座高三公尺、長十公里的「恥辱圍牆」（Wall of Shame），將貧民窟和富人區給隔開；「恥辱圍牆」普遍被認為是當地人歧視窮人的表現，但生活在富人區的人，有些人認為城市到處都是用以隔開自己和他人的牆，因此用牆隔開窮人，不算是種歧視。

## 歧視的理論

### 物種歧視
物種歧視論（Speciesism），最早出現於英國心理學家理察‧萊德(Richard D. Ryder)1975年的作品《科學的受害者》，是指人類對非人類存有的一種偏見，主張人類的利益凌駕於一切同樣生活在地球上的其他物種的利益之上。這是一種從倫理、道德層面到具體行為方式上對其他物種的深入侵害。物種歧視指的是針對某一個群體僅僅因物種歸屬不同而產生的一系列價值、權利差別判斷和特殊對待的現象。這個詞彙主要使用於動物權利保護者的觀點中。他們認為物種歧視與性別歧視和種族歧視相似，其核心都是根據個體的群體歸屬和與道德無關的生理因素決定對其個體的待遇的。這個論點主張物種歸屬沒有道德價值。

### 品味歧視
品味歧視理論（taste discrimination）由Becker在1971年提出，他指出當一個人為了維持歧視的偏好時，將會導致可供交易的對象範圍受到限縮，因此他會付出一定程度的代價。這歧視的品味或偏好不限於雇主對勞動者的選擇，也適用於勞動者選擇是否就業及何種職業上。在勞動市場上雇主拒絕僱用邊際產值大於邊際成本的勞動者，稱為雇主歧視，雇主將视為其非理性的選擇負擔額外的成本。僱用成本將由w，升高為w(1+d)，其中w代表淨工資率，d表歧視係數。相對的，勞動者在勞動邊際機會成本小於邊際報酬之下仍拒絕進入勞動市場，其中必有非理性之因素。例如，為料理家務而退出勞動市場的婦女（藍科正 1996）。
品味歧视本质是一种不理性的歧视，雇主为了歧视一人群需要放弃雇佣这一人群产生的巨大利益。因此，一个品味歧视的雇主很难在自由市场中存活。而在现实中，持久性的品味歧视也大多来源于不那么重视利益的消费者和政府，而非需要不断寻求利益才得以存活的企业。

### 統計歧視
統計歧視理論（statistical discrimination）由Phelps在1972年提出，他認為歧視是資訊不充分下的一種有效率措施。當雇主在錄用員工之前，無法知道個別應徵者的將來工作表現會如何，因此他對於應徵者的工作品質處於一種資訊不足的狀態。雖然雇主為了確定應徵者的工作品質可以一一進行調查與研究，但這麼做可能導致成本過高而不可行。因此雇主會以其對團體差異的認知與刻板印象（stereotype）用做僱用決策。根據預期確認程序（expectancy confirmation sequence）的觀點，則不難發現看似有效率的僱用程序，期许只是僱主的自證式預言。根據這觀點，僱主期盼婦女會有某些特定行為（例如較細心適合文書工作、離職率較高等），因此指派例行性工作或提供不定的工作環境；反過來婦女也以相同的預期回應，更加深對刻板印象的定位。再者，人們會傾向保留既有的刻板印象而忽視其他相異的資訊。因此在考慮僱用與否時，雇主極可能忽略與兩性特徵預期不符的資訊，進而產生統計歧視（林欽明 1995）。
相較於品味歧視的研究方法將歧視當作一種偏好加以處理，統計性歧視則基於交易成本的理論說明歧視的成因。歧視的出現並非全然來自於不理性的偏好，當人在資訊不充分的情形下無法瞭解交易對象的屬性時，統計性歧視便成為一種有效率的選擇方法。而统计歧视作为一种理性的歧视，不会像品味歧视那样受市场惩罚，因此将会更为持久的存在。例如目前在就業市場上，不論是公部門或私部門，往往以學歷作為工作資格的限制，或作為決定薪資高低的標準。這種就業市場上的「文憑主義」作法也是統計性歧視的一種型態。嚴格來說，學歷只能表示一個人通過學校方面的考試，但是並不能充分代表一個人的工作能力。這種措施之所以不被認為違法，主要原因應是在於學歷與工作績效之間具有著某種程度的統計關聯性，因此以學歷篩選員工是一種有效率的措施。

## 歧視的種類
常見的歧視行為列舉如下。

### 性與性別

#### 性別歧視
由於性別而導致的歧視。例子如下：
- 同工不同酬：不少女性的薪金仍然比做相同工作的男性低。[3]
- 繼承：根據韓國戶主制，若男戶主去世，家中的女性沒有繼承的權力。（2005年，韓國憲法法院宣布戶主制違憲。）香港亦擁有明顯有性別歧視的丁屋制度。除制度上的歧視外，在文化層面，因婚後女性被認為屬於其夫家的人，不少家庭會把較大部份財產以遺囑方式給男性後代繼承，這樣看似女方也能從夫家中得到財產，但財產的法律權利仍在男方手中。
- 強姦罪：在香港，男性若於女性非自願的情況下與她發生強制性行為，男性需留案底，但男性即使在非自願情況下被女性強制性行為，女性則只會被控罪名較輕的非禮罪。這個罪行於成立時因男性力量、地位等社會現實，直至今天沒有考慮男性被性侵的情況(香港大部份男性性侵為男性對男性的侵犯)。法改會已於2014年向律政師提出修改過時的法例，保障不同性別或同性別間的性侵行為，以減少性別歧視。

即使如此，根據香港社會福利署及警方數字，性暴力受害人97%以上為女性，這亦是相關罪行成立時多以保障女性角度而成的肯定性行動。 
- 性同意權法例：在香港，規定任何年齡的男性不得與未滿16歲女性發生性行為，即使女方出於自願，男方亦會被留案底。同樣，女性或男性也不可與未滿16歲兒童(不論性別)發生性行為或對其猥褻侵犯。由於法行成立當初認為女性較易受到侵犯及有懷孕風險，因此為16歲以下女性獨立一條法例作肯定性行動。法改會於2016年，針對平等原則，提出所有性罪行應同時保障不同性別人仕，這建議得到性別平權組織廣泛認同。

在大多數立法時，「性別」（英文用sex）只指出生時生理上的性別，而不是社會身份認同上的性別，換性並不被考慮。1992年，人權委員會於「Toonen訴澳洲」中表示技術意見，認為有關公民權利和政治權利國際公約中部分提及性歧視的，也包括性傾向歧視。

#### 性別認同歧視
任何人因為本身的性別認同（如跨性別、雙性別、泛性別、無性別）而受到歧視及不公平對待。

#### 性身份歧視
- 任何人因為本身的原有的性別與本身非性徵上的外表在某時代或風氣的界定不相等而受到歧視。

#### 性傾向歧視
任何人因為本身的性傾向（如同性戀、雙性戀、泛性戀、無性戀）而受到歧視及不公平對待。

### 家庭

#### 家庭崗位歧視
由於一個人在家庭中所負的責任和崗位而所受到歧視。例子如下：
- 任何人若因為要照顧家中的長者、幼兒而影響其工作能力，如不能加班，因為這個原因而遭到解僱。
- 母親在高級飯店用膳時為兒子餵食母乳，飯店卻要求母親去厠所餵飼。

#### 家庭組成歧视
包括單親家庭、隔代教養家庭、同性組成的家庭等等，特别是由于父母离异形成的单亲家庭，在婚姻、工作等领域受到歧视。例子如下：
- 一些家庭中的父母对于子女交往对象来自单亲家庭的，简单粗暴的一票否决。
- 一些工作单位对于雇员的身份进行调查，对来自单亲家庭的雇员实行区别对待，如在其他同等条件下，单亲雇员更容易被解雇等。

或是以近代中國傳統觀念認為一夫一妻信守一生一世婚姻觀念所構成的家庭，被嘲諷為無法與時俱進的保守族群。

### 身心障礙歧視
一個人由於自己的身體殘疾、疾病而受到歧視。殘疾不限於肢體損傷。對於一位精神病康復者的歧視，也歸入殘疾歧視。例子如下：

### 疾病歧視
罹患、疑似罹患傳染病的人，或甚至只是疑似接觸過病患者的，都會面對強迫隔離或社會排斥的情況。然而，一些疾病根本不會於社交場合中傳染，一些疾病的傳染性相當不明，但在無名恐懼之下，即使有關歧視的基礎並無確實科學根據支持，有關人士很容易受到不公平的歧視。
- 一個人帶原HIV及AIDS病毒，而在社會上受到不平等的對待或剝奪許多基本權利，例如被政府強迫進行隔離。事實上，愛滋病並不會於社交場合中傳染。
- 麻瘋病患者在許多國家都曾被強迫隔離，例如臺灣的樂生療養院就是隔離建築。
- 性相關之疾病。如帶原HIV及AIDS病毒。
- 目前正在全世界爆发的2019冠状病毒病疫情，许多国家都因疫情而产生了不同程度的种族歧视的问题。

### 種族歧視
任何人由於其種族問題而受到不平等的對待，即屬種族歧視。種族歧視不一定只限於有色人種。白人也可以是被歧視的對像。例子如下：
- - 南非、美國在20世紀的種族隔離政策
  - 元朝（蒙古帝國）时期对「汉人」、「南人」的歧视。清朝年間對滿漢犯罪量刑不同的歧視。
  - 黑大衣（維吾爾族对漢族的蔑称）
  - 胡扎[5]（蒙古族对漢族的蔑称）
  - 掌櫃（짱개）[6]（朝鮮族对漢族的蔑称）
  - 早年比利时殖民者在卢旺达进行种族歧视，扶植图西族势力的原因之一，是图西族比胡图族人个子高、肤色浅。这个偏向是后来卢旺达内战的导火索之一。
  - Mzungu，斯瓦希里語，在埃塞俄比亞又名Faranji，意指白人或外國人，潛台詞是指富有的人，是東非黑人對非洲以外較黑人膚色淺的種族稱呼，包含東亞黃種人在內，因為東非黑人普遍認為Mzungu擁有用不完的金錢，而且願意奢侈消費，所以很多時候採用詐騙、坐地起價等手段千方百計從Mzungu身上獲取利益，甚至出現Mzungu Price的用語。[7]
- 華人地區带有對包括華人在內的帶有負面性的稱呼，例如：
  - 蛮夷、南蠻（早期是指非周朝「王母弟甥舅」一系的諸侯國[8]，後期開始用來稱呼非漢民族，如宋史蛮夷傳）
  - 黑鬼（對黑人的稱呼）[9]
  - 鞑子、鞑虏（漢地以北的外族）
  - 日本鬼子、日本仔、倭寇、小日本（对日本人的蔑称）
  - 高麗棒子（对韓國人的蔑称）
  - 蛔虫（对回族的蔑称）
  - 鬼佬、洋鬼子、白皮豬（对白人的蔑称）
  - 支那（对华人的蔑称。但在台湾和香港，该词也是两地网民对中国大陆人的蔑称）
  - 強國人 (香港人對中國內地人的蔑称)
  - 猴子（在这里指中国大陆网民对越南人及全部东南亚国家和人民的蔑称）

在國際公約上，「種族歧視」一詞包括對種族、膚色、世系、民族或族群的歧視，而多於一個元素的歧視方式（例如出生地與籍貫）也是種族歧視。

### 地域歧視
地域歧視亦廣泛存在於世界其他各國。 
- 華人地區带有的地域歧視的稱呼，例如：
  - 撈頭 （廣州人對外省人）
  - 表妹、大陸喱（香港人對大陸人）
  - 蝗蟲論
  - 港燦（香港人的自嘲）
- 在香港和澳門有部分人歧視中国大陆人士，一般會稱大陆人士為「大陸喱」，意思就是来自大陆，「大陸妹」（「妹」字指少女或不太老的女性）、大陸雞（大陸妓女）蝗虫、2000年后开始流行称呼中国人为支那人[10]。對很多種族族群帶有侮辱性份的稱呼，例如「鬼佬」－白人、「巴基躝坦」－南亞族群、「賓妹」或「賓賓」來稱呼菲律賓女傭或泛指所有來自菲律賓的人、「黑鬼」－黑人等，也算是歧視的一種。但香港人對來自中國大陸新移民及內地人大，香港政府在立法會文件己說明不符合種族歧視，因為香港人與來自中國大陸新移民屬於同一民族、同文同種，故不符合「種族」的定義。
- 馬來西亞方面[11][12]。
- 中國大陸的苏北地域歧视
- 在第二次世界大戰之前，聯合王國亦出現對愛爾蘭人的地域歧視，事件結果導致愛爾蘭在1922年後期從聯合王國獨立。-(歷史時間錯誤,需修改及補充來源)

### 族群歧視
對居住於同一地域但來自不同地區或文化背景有差異的人歧視
- 支那人、蝗蟲、老表、支那豬、426（死阿陸）、共匪
- 台巴子（部分中國大陸人對台灣人的稱呼)
- 台客、土台客（部份外省人對台灣人的稱呼）
- 番仔、矮黑人（部份台灣人對原住民的稱呼）
- 屌丝、宅男、宅女
- 國語政策：在臺灣戒嚴時期，學校不給予使用臺語、客家話、台灣原住民族語言以及其他漢語方言，而只可使用國語，並且規定違反者在脖子掛上「我講方言」的牌子（掛狗牌）。另外，當1949年以後移居到臺灣的外省族群與台灣本省居民衝突時，互相問候不雅語句，有些學生還會充當耳目，告發同學，被告發往往會被罰款，造成同學之間互不信任。
- 由於香港人的國語水平非常有限，可能勉強聽的懂卻不會說，甚至完全不懂，遇到台灣人或大陸人問路的時候，可能無法以普通話回答，只能以廣東話或英語回覆，可能會予人傲慢的感覺。儘管廣東話和英語都是香港的通用話言，前者是香港人的母語，後者是香港學生的必修課，也是工作和學業常用的。有時香港本土居民會被冠上「英奴」和「殖民優越感」等惡名。
- 香港人在網路或生活中，一旦看到有人寫簡體字或說普通話，會假定對方是大陸人。儘管對方有可能是馬來西亞或新加坡華人。有時香港人也會用「正體支那」稱呼以正統中國自居的台灣統派，又稱台灣人為「大陸人」令對方生氣。
- 某些台灣人指香港人說的國語很奇怪，帶有廣東腔，會說「廣東腔很好玩」之類令對方難堪的說話。台灣人或海外華人來到香港上班或出席會議，還反過來要求在地人不要說廣東話，對說慣廣東話的香港人十分不公平。
- 某些台灣學生喜歡稱呼香港留學生為共匪和大陸人。這種事在1997年以前也有發生，儘管當時的香港還是英國殖民地，而且大陸人也從不會稱香港人為「大陸人」。有時部分台灣人以為香港人說普通話寫簡體字，也會令後者深感困擾。
- 某些基督教徒將聖經解釋在生活中時被稱為「耶撚」，例如某些基督教徒相信上帝不喜悅某些聖經中所敘述的罪行，非基督教徒則認為這類非常愚蠢。

### 信念歧視
個人主義或集體主義環境，因信念均有不同，可能造成相互歧視。在合理的情況下，「實踐」一個人或一群人的信念，而在法律上及工作上都不予歧視，反而應當鼓勵，以顯示社會多元。然而，有部分宗教信念或政治信念是具歧視性或反人權的，社會人士針對實踐歧視性與反人權信念而作出反對或敵視，很可能屬於合理歧視的範圍，或者说，不属于歧视的范畴。

#### 宗教信念歧視
任何人若因為其實踐其宗教信念而受到不平等的對待，或者沒有得到應得的安排，即屬宗教信念歧視。例子如下：
- 佛教徒要求航班提供素菜，但航空公司指對方可以不吃有動物成份的食品；
- 一位星期六要出席宗教活動(猶太教或部份基督教宗派)的老師，被學校安排於星期六返回學校當值；
- 同樣地，一位星期日要返教堂的基督教徒被上司要求星期日出席公司活動，否則會被解僱；
- 伊斯蘭教徒被禁止於工作期間抽時間禱告（伊斯蘭教徒每日要禱告五次，當中除去日出和日落、午膳期間的午禱以外，尚有兩次在工作時間）；

#### 政治信念歧視
任何人若因為實踐其政治信念或政治良心而受到不平等的對待，或者沒有得到應得的安排，即屬政治信念歧視。政治信念歧视与為保護「民主社會所需的社會秩序」的合理歧視並没有明显的界限。

### 外貌與身體

#### 年齡歧視
由於年齡而導致的歧視。例如雇主會因為面試者過於年輕，認定其沒有經驗而拒絕聘用；或相反地、因為面試者年紀過大、認定其辦事不迅速而拒絕聘用。

#### 體型歧视
對於身高較高或較矮、體態比較肥胖或纖瘦、女性胸部巨大或較小、男性性器官較小等皆有歧視。通常，對矮個子的歧視較高個子來得多。

#### 脫髮歧视
對於禿頭的歧視。

#### 相貌歧視
當容貌不被眾人接受時，例如天生、傷疤、胎記等各種原因遭到的歧視，在現今依然非常嚴重。

#### 刺青與妝扮
一部份的人對於有刺青、「特殊」的飾品、「奇裝異服」、濃妝豔抹的人投以異樣眼光。

## 逆向歧視
逆向歧視不同於傳統的歧視概念（如弱勢團體受到歧視），指在反歧視條例、保障政策或積極平權措施下，使該被保障的群體（多數為弱勢團體，如有色人種、婦女或不同性傾向者）得益，而令主流社會群體受到不平等的對待。在美國，它常用在少數民族在公立學校有特定配額，有白種學生覺得此政策是逆向歧視告上法庭，因為黑人及少數民族可以比白人較低的分數被取錄。雖然在一案例中，法院指此一指定數量少數民族配額措施是違反美國憲法，但收生時不設數量配額卻傾向以較低分數收取少數民族卻不判為違憲，哈佛教授Roland Fryer指出前後兩者其實並無分別。

## 相關法律和公約
在世界不少地區，「人人生而平等」的概念都是憲法上的權利，部份地區更將歧視行为定為刑事罪行。不過，不同地區對於不同的歧視行為採取不同的標準。雖然亦有如《消除對婦女一切形式歧視公約》、《經濟、社會與文化權利的國際公約》等的國際公約，但總括來說現時全球還未就各種歧視有一個劃一的標準。
有時候法律本身已經構成歧視行為。直至今天世上仍有很多國家(尤其伊斯蘭國家)的女性仍然沒有投票權。即使在西方國家，性悖軌法和同性婚姻仍然引起很大的社會爭論。

## 歧視與時代並進

### 香港
香港的立法局於1996年通過《性別歧視條例》、《殘疾歧視條例》及《家庭崗位歧視條例》，而《種族歧視條例》於2009年7月10日起全面生效，規管對性別、殘疾、種族和家庭崗位的歧視行為，並成立法定機構「平等機會委員會」執行條例。
此外，有社福團體向公務員事務局索取資料，顯示香港政府近年的殘疾公務員數目每年增加，平均每年新聘請數十人，但離職的殘疾人士則多三、四倍。有社福團體質疑政府聲稱維持2%殘疾公務員比例涉篤數，當中不少是現職員工申報患長期病患或因工傷致殘，每年新入職殘疾人士僅數十人。公務員事務局否認歧視，平等機會委員會亦表示無法跟進個案。
政制及內地事務局長曾國衞於1996年表示將會處理平機會和立法會法案委員會早前提出的建議，主要包括處理內地來港人士可能遇到的歧視或中傷問題。

## 外部連結

### 中國
- 中国人权相关法律知识
- 中国人权 （页面存档备份，存于）
- 中国努力让公民享受平等的公共服务 （页面存档备份，存于）

### 香港
- 平等機會委員會 （页面存档备份，存于）

### 美國
- 平等機會委員會 （页面存档备份，存于）